# Samoa aux Jeux du Commonwealth
Les Samoa participent aux Jeux du Commonwealth depuis les Jeux de 1974 à Christchurch en Nouvelle-Zélande. Le pays a participé à toutes les éditions des Jeux depuis cette date, remportant presque toujours des médailles. Se concentrant principalement sur les épreuves de boxe et d'haltérophilie, mais participant à une large gamme de disciplines, les Samoans ont dix-neuf médailles à leur palmarès : trois d'or, cinq d'argent et onze de bronze. S'ils doivent attendre 2010 pour leurs premières médailles d'or, ils s'imposent cette année-là dans trois des épreuves d'haltérophilie, avec trois champions différents.

## Médailles
Résultats par Jeux :
| Année | Médaille d'or | Médaille d'argent | Médaille de bronze | Total |
| ----- | ------------- | ----------------- | ------------------ | ----- |
| 1974  | 0             | 1                 | 1                  | 2     |
| 1978  | 0             | 0                 | 3                  | 3     |
| 1982  | 0             | 0                 | 0                  | 0     |
| 1986  | 0             | 0                 | 0                  | 0     |
| 1990  | 0             | 0                 | 2                  | 2     |
| 1994  | 0             | 1                 | 0                  | 1     |
| 1998  | 0             | 0                 | 0                  | 0     |
| 2002  | 0             | 1                 | 2                  | 3     |
| 2006  | 0             | 0                 | 1                  | 1     |
| 2010  | 3             | 0                 | 1                  | 4     |
| 2014  | 0             | 2                 | 1                  | 3     |
| Total | 3             | 5                 | 11                 | 19    |

Médaillés samoans :
| Nom                     | Jeux | Médaille           | Discipline    | Épreuve                  | Résultat                   |
| ----------------------- | ---- | ------------------ | ------------- | ------------------------ | -------------------------- |
| Faavae Faauliuli        | 2010 | Médaille d'or      | Haltérophilie | - de 94 kg hommes        | 334 kg                     |
| Ele Opeloge             | 2010 | Médaille d'or      | Haltérophilie | + de 75 kg femmes        | 285 kg (record des Jeux)   |
| Niusila Opeloge         | 2010 | Médaille d'or      | Haltérophilie | - de 105 kg hommes       | 338 kg                     |
| Paul Wallwork           | 1974 | Médaille d'argent  | Haltérophilie | Combiné 82,5 kg hommes   | 300 kg                     |
| Bob Gasio               | 1994 | Médaille d'argent  | Boxe          | 71 kg hommes             | battu par James Webb (NIR) |
| Ofisa Ofisa             | 2002 | Médaille d'argent  | Haltérophilie | Épaulé-jeté 85 kg hommes | 180 kg                     |
| Mary Opeloge            | 2014 | Médaille d'argent  | Haltérophilie | 75 kg femmes             | 243 kg                     |
| Ele Opeloge             | 2014 | Médaille d'argent  | Haltérophilie | + de 75 kg femmes        | 271 kg                     |
| Vai Samu                | 1974 | Médaille de bronze | Boxe          | 91 kg hommes             |                            |
| Ropati Vipo Samu        | 1978 | Médaille de bronze | Boxe          | 71 kg hommes             |                            |
| Richard Betham          | 1978 | Médaille de bronze | Boxe          | 75 kg hommes             |                            |
| Faitala Fiso Su'a       | 1978 | Médaille de bronze | Boxe          | 81 kg hommes             |                            |
| Sililo Figota           | 1990 | Médaille de bronze | Boxe          | 71 kg hommes             |                            |
| Emerio Fainuulua        | 1990 | Médaille de bronze | Boxe          | 91 kg hommes             |                            |
| Ofisa Ofisa             | 2002 | Médaille de bronze | Haltérophilie | Combiné 85 kg hommes     | 320 kg                     |
| Niusila Opeloge         | 2002 | Médaille de bronze | Haltérophilie | Arraché 85 kg hommes     | 142,5 kg                   |
| Warren Fuiava           | 2006 | Médaille de bronze | Boxe          | 75 kg hommes             |                            |
| Tasele Margaret Satupai | 2010 | Médaille de bronze | Athlétisme    | Lancer de poids femmes   | 16,43 mètres               |
| Vaipapa Ioane           | 2014 | Médaille de bronze | Haltérophilie | 62 kg hommes             | 271 kg                     |